# Edmund Gibson (cónego)
Edmund Gibson MA (1713–1771) foi um cónego de Windsor de 1742 a 1746.

## Família
Gibson nasceu em 1713, filho de Edmund Gibson, bispo de Londres.

## Carreira
Gibson foi educado em Christ Church, Oxford e formou-se BA em 1734 e MA em 1737.
Ele foi nomeado sucessivamente:
- Prebendário de Rugmere em St Paul's 1738-1741
- Prebendário de Chiswick em St Paul's 1740-1744
- Prebendário de Mapesbury em São Paulo de 1743-1747
- Prebendário de Kentish Town em St Paul's 1746-1770
- Precentor da Catedral de São Paulo de 1741 a 1770

Em 1742 ele foi nomeado para a oitava bancada na Capela de São Jorge, Castelo de Windsor, onde manteve a canonaria até 1746.